# Sztuczna głowa (atrapa)

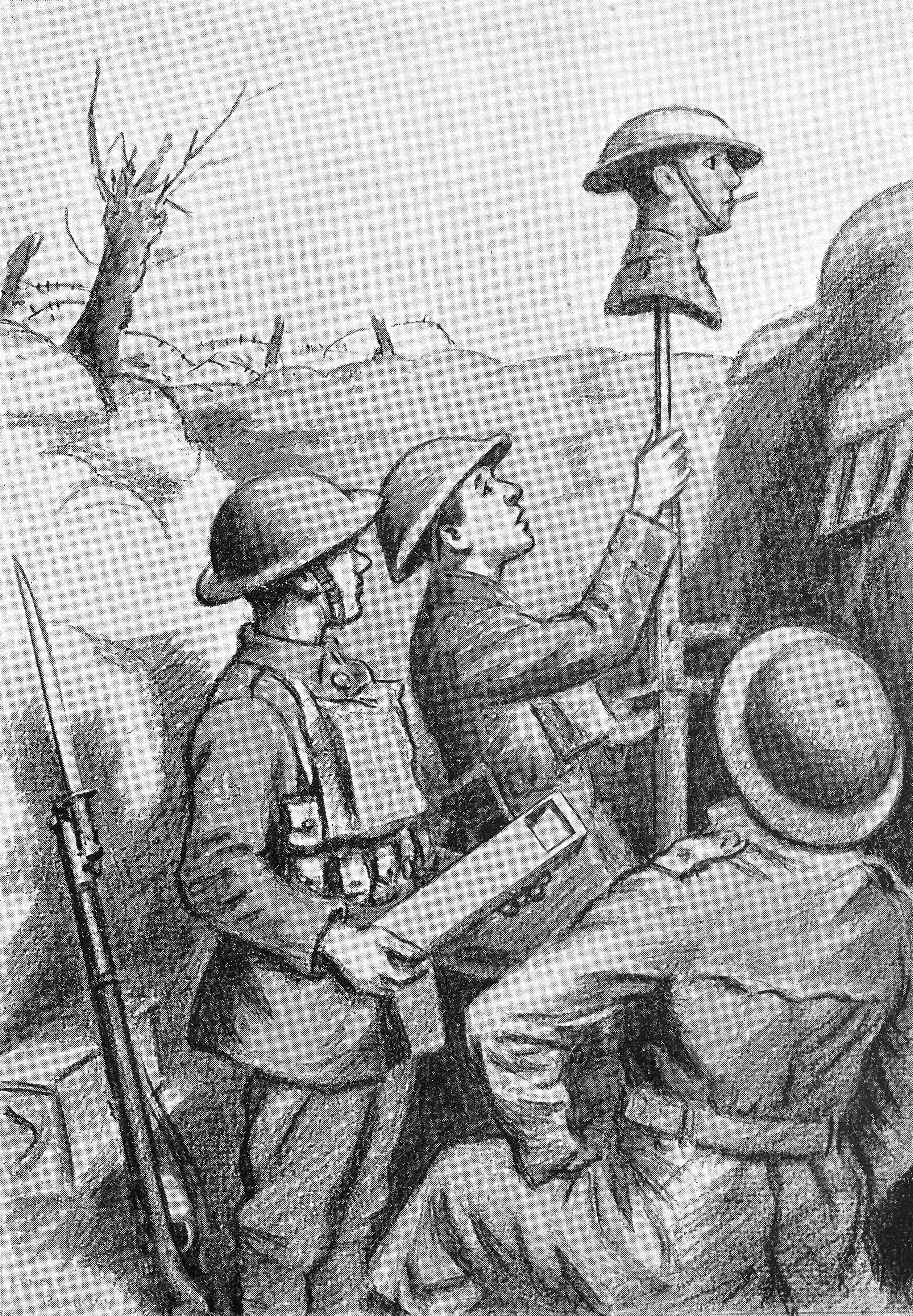
Rysunek przedstawiający sztuczną głowę z papierosem w ustach wychylającą się z okopu

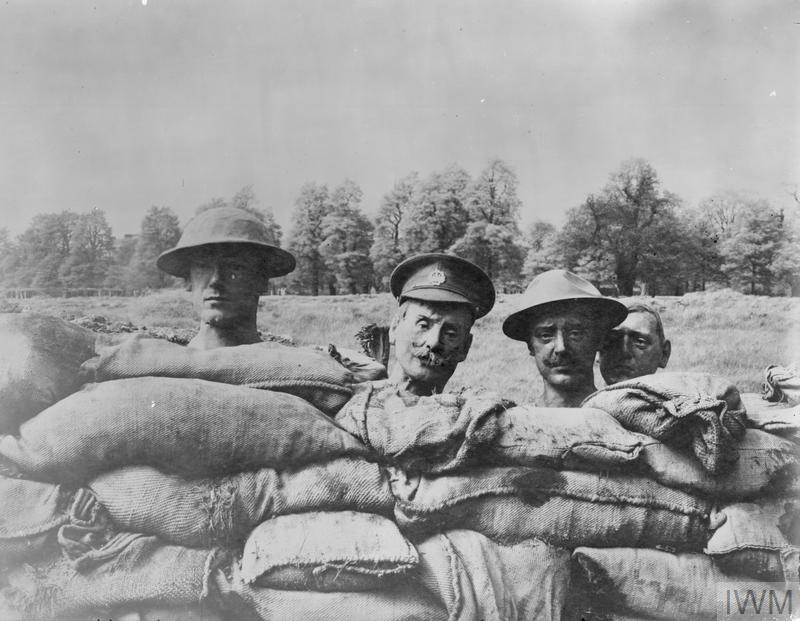
Sztuczne głowy w okopie

Sztuczna głowa (ang. dummy head) – realistycznie wyglądająca atrapa ludzkiej głowy wykonywana z papier mâché przez żołnierzy w czasie I wojny światowej, w celu eliminacji strzelców wyborowych wroga. 

## Geneza
Pomysłodawcą sztucznej głowy był brytyjski oficer i podróżnik Hesketh Hesketh-Prichard, który służąc na froncie jako obserwator ministerstwa wojny zetknął się z problemem niemieckich snajperów, nękających brytyjskich żołnierzy. W celu ustalenia pozycji niemieckich strzelców wyborowych i ich eliminacji zaproponował wykonanie głowy z papier mâché, imitującą żołnierza wychylającego się z okopu tak, aby sprowokować snajpera do oddania strzału. W celu zachowania jak największego realizmu, niektórym sztucznym głowom wkładano do ust papierosa i wypalano go przez gumową rurkę.

## Opis
Aby wyeliminować wrogiego strzelca wyborowego wybierano dogodne miejsce naprzeciw niego i wbijano dwa kołki w przedpiersie, w ten sposób że tylko około stopy (30,5 cm) pozostawało odkryte. Do kołków przybijano deskę z rowkiem, który dokładnie pasował do kija lub rączki przymocowanej do głowy manekina. Kij wkładano w rowek, a głowę manekina powoli unoszono nad przedpiersie. Gdy wrogi snajper trafił w głowę, przy wlocie i wylocie pocisku powstawały dwie dziury, jedna z przodu, a druga z tyłu głowy manekina. Głowę zaraz po trafieniu ściągano w dół w jak najbardziej naturalny sposób by nie wzbudzić podejrzeń. Kij na którym głowa była zamontowana, był umieszczany w rowku, ale dokładna wysokość między dwoma okularami peryskopu była niższa niż pozycja, w której znajdował się podczas ostrzału. Następnie dolny okular peryskopu umieszczano naprzeciwko przedniego otworu w głowie, przykładano oko do tylnego otworu i spoglądano w peryskop, którego górny okular znajdował się nad przedpiersiem. Dzięki temu spoglądając wzdłuż toru lotu pocisku, w kierunku przeciwnym do tego, z którego nadleciał, w optycznym środku dwóch otworów było widać niemieckiego strzelca wyborowego, który oddał strzał, lub stanowisko, które go ukrywało. Podczas prób w szkole snajperskiej brytyjskiej 1 Armii zlokalizowano w ten sposób sześćdziesięciu siedmiu snajperów z siedemdziesięciu jeden.